# Adonaea
Gli Adonaea erano un giardino monumentale dell'antica Roma noto da un frammento della Forma Urbis Severiana. L'iscrizione conservata potrebbe essere completata come "diaeta (complesso di padiglioni in un giardino) di Adone".
Doveva trattarsi di una superficie sistemata a giardino, con filari di alberi o arbusti e con un lungo bacino d'acqua centrale decorato con nicchie. L'area, di circa 103 m di larghezza era recintata ed aperta su uno dei lati per mezzo di un colonnato.

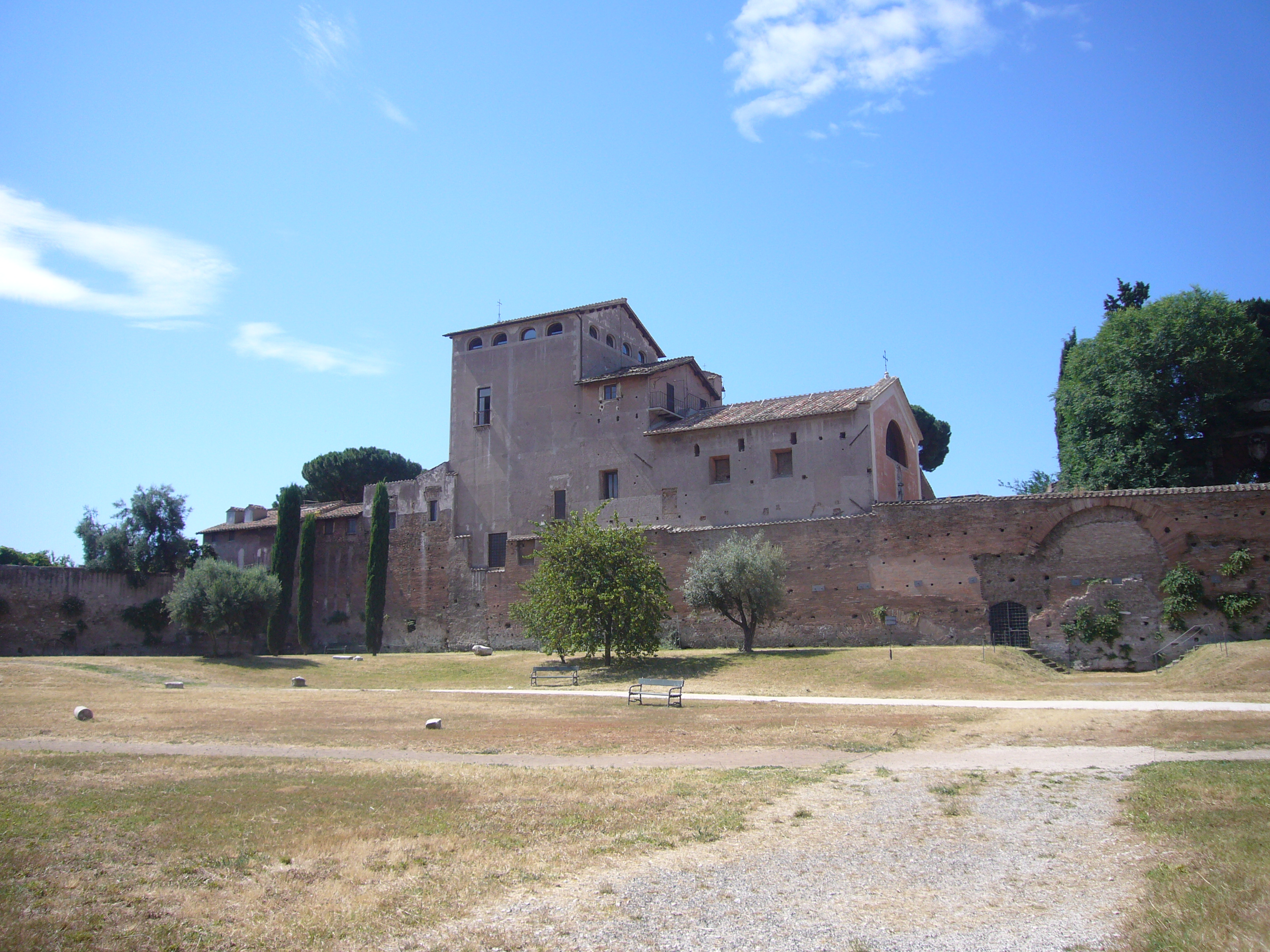
L'area della villa Barberini sul Palatino

Il complesso è stato identificato con i resti antichi presso la villa Barberini sul Palatino.
Gli scavi nell'area hanno evidenziato una serie di sistemazioni a giardino che si sarebbero succedute a partire dall'epoca di Nerone e poi di Domiziano, collegate con i palazzi imperiali-

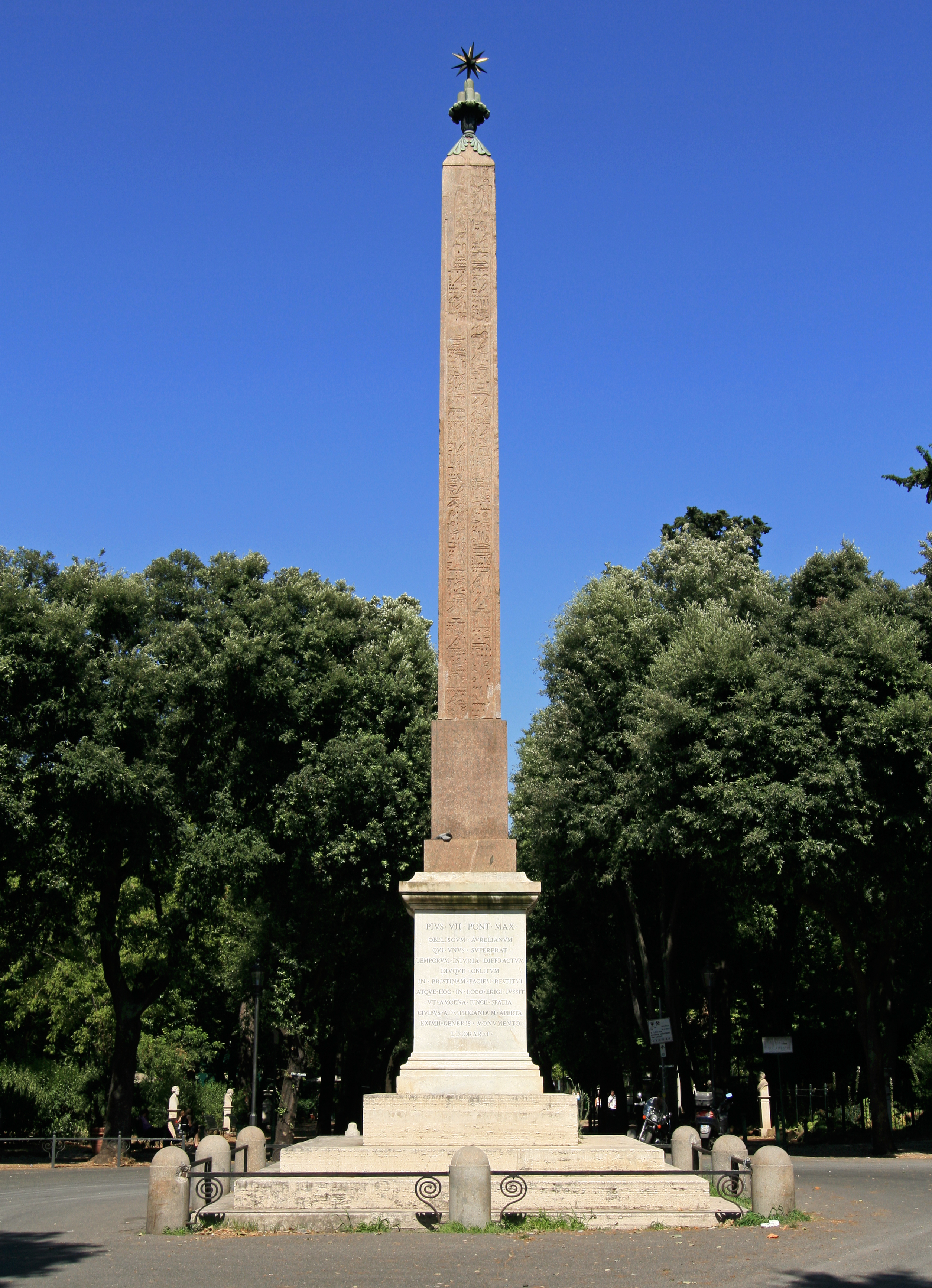
Obelisco pinciano

In età adrianea, il complesso sarebbe stato rimaneggiato per consentire la costruzione del tempio di Venere e Roma e in seguito per ospitare la sepoltura di Antinoo, il favorito dell'imperatore. Per la tomba venne realizzato un obelisco a imitazione di quelli egizi e forse un arco verso il palazzo imperiale, nel quale potevano essere inseriti i tondi adrianei poi reimpiegati nell'arco di Costantino. 
Dopo un incendio sotto Commodo, Eliogabalo vi avrebbe dedicato un grande tempio al dio solare di Emesa, El-Gabal (Elagabalium). In questa occasione l'obelisco di Antinoo sarebbe stato trasportato per decorare la spina del circo Variano del palazzo Sessoriano (presso la basilica di Santa Croce in Gerusalemme). Rinvenuto in seguito nella zona, venne rialzato al Pincio (obelisco del Pincio).
Dopo la morte di Eliogabalo il tempio fu ridedicato da Alessandro Severo al dio Giove Ultore ("vendicatore").